# Bijele Zemlje
Bijele Zemlje (olaszul: Terre Bianche) falu Horvátországban, Isztria megyében. Közigazgatásilag Grožnjanhoz tartozik.

## Fekvése
Az Isztria középnyugati részén, Bujétől 8 km-re délkeletre, községközpontjától 2 km-re délnyugatra a 21-es számú főút mellett, a Mirna völgye felé lejtő dombos vidéken fekszik. Több apró településből tevődik össze: Lorencini, Stancija Torčelo, Bijele zemlje, Sažoni, Sv. Ivan, Raskršće, Pižoni, Šaltarija, Rupe, Stancija Bošić, Gardini, Jermani, Jarpetar és Hitrici.

## Története
Területén már a római korban is utak haladtak át, melyek a környező birtokokat kötötték össze és ez a mai napig is így van. 1880-ban 141, 1910-ben 234 lakosa volt. Az első világháború után a rapallói szerződés értelmében Isztria az Olasz Királysághoz került. 1943-ban az olasz kapitulációt követően német megszállás alá került, mely 1945-ig tartott. A második világháború után a párizsi békeszerződés értelmében Jugoszlávia része lett. A település Jugoszlávia felbomlása után 1991-ben a független Horvátország része. 2011-ben 76 lakosa volt. Lakói mezőgazdasággal, ezen belül főként szőlőtermesztéssel és borászattal foglalkoznak.

## Lakosság
| Lakosság változása | Lakosság változása | Lakosság változása | Lakosság változása | Lakosság változása | Lakosság változása | Lakosság változása | Lakosság változása | Lakosság változása | Lakosság változása | Lakosság változása | Lakosság változása | Lakosság változása | Lakosság változása | Lakosság változása | Lakosság változása |
| ------------------ | ------------------ | ------------------ | ------------------ | ------------------ | ------------------ | ------------------ | ------------------ | ------------------ | ------------------ | ------------------ | ------------------ | ------------------ | ------------------ | ------------------ | ------------------ |
| 1857               | 1869               | 1880               | 1890               | 1900               | 1910               | 1921               | 1931               | 1948               | 1953               | 1961               | 1971               | 1981               | 1991               | 2001               | 2011               |
| 0                  | 0                  | 141                | 199                | 206                | 234                | 0                  | 0                  | 302                | 237                | 201                | 102                | 100                | 93                 | 90                 | 76                 |